# Cañón del Sumidero

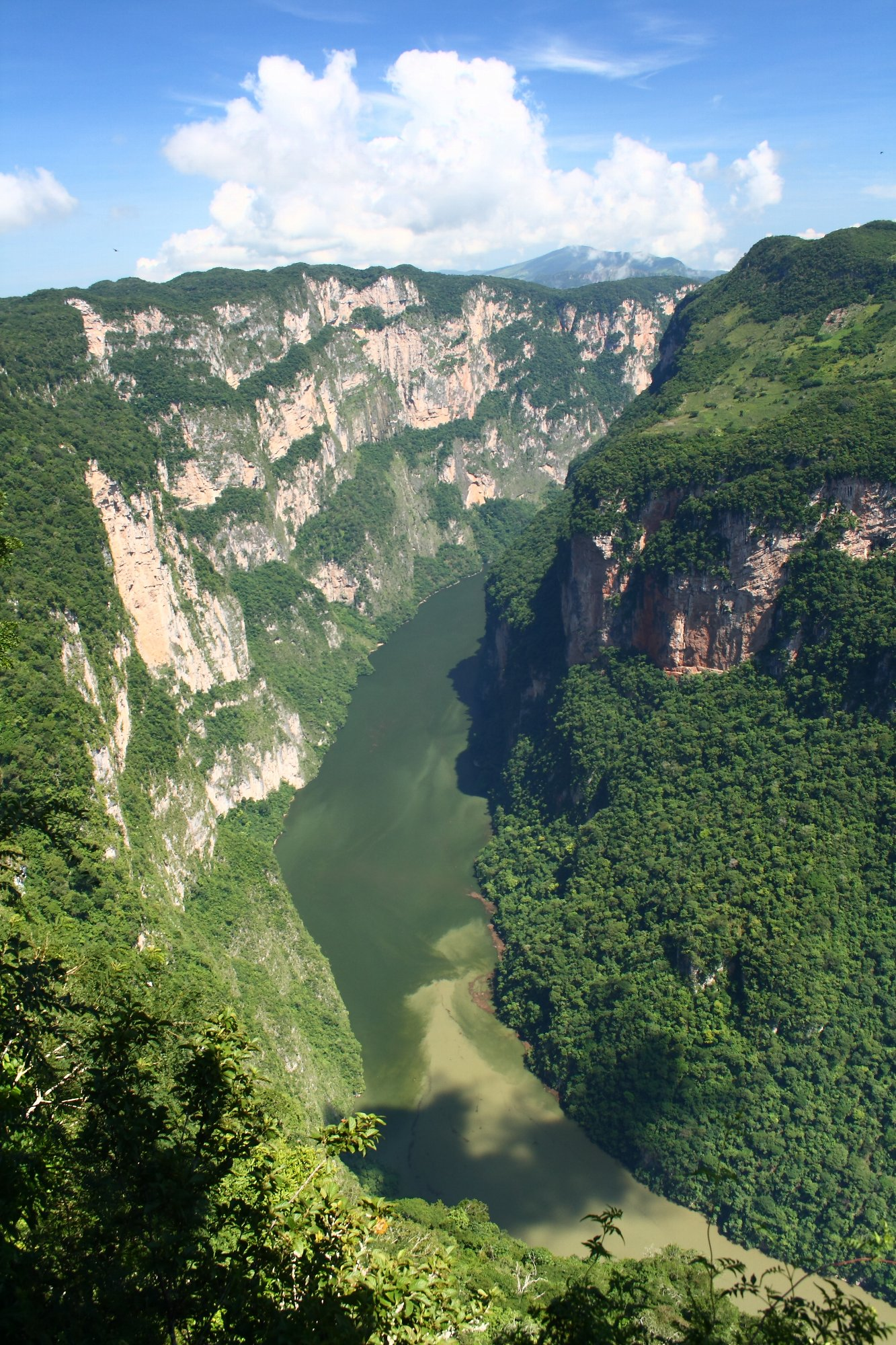
Cañón del Sumidero desde uno de los miradores (Chiapas).

El cañón del Sumidero es un estrecho cañón de gran profundidad situado a 5 km de Tuxtla Gutiérrez, capital del estado de Chiapas, México; dentro del municipio de Chiapa de Corzo.
Este cañón tiene un acantilado cuya altura va un poco más allá de los 1,000 m sobre el cauce del río Grijalva, que tiene una profundidad de más de 250 m . La falla geológica se abrió hace aproximadamente doce millones de años en la Sierra Norte de Chiapas. Tiene muros que se elevan a más de 1,300 m desde la profundidad de la garganta, donde corren las aguas del río Grijalva que atraviesa los estados de Chiapas y Tabasco y desemboca en el golfo de México. En su boca sur, el cañón inicia en Chiapa de Corzo, y desemboca en el embalse artificial de la presa hidroeléctrica Manuel Moreno Torres, conocida popularmente como Presa Chicoasén.
Por su gran riqueza ecológica, el 8 de diciembre de 1980 se declaró como parque nacional Cañón del Sumidero con una extensión de 21,789 ha. El 22 de febrero de 2004, el área del parque también fue declarada como sitio Ramsar en México.
La relevancia del Cañón del Sumidero es tal que forma parte del escudo de Chiapas.

## Historia
Esta formación es producto de una separación de capas terrestres producto de una falla geológica durante el Pleistoceno. Por sus dimensiones y vegetación tropical exuberante, este cañón es un importante atractivo turístico del estado de Chiapas.
El proyecto de conquista del Cañón del Sumidero nace desde la llegada de los españoles a tierra chiapaneca. En 1527, el capitán Luis Marín intenta esta travesía pero falla en su intento.
En 1534 aconteció la memorable batalla del Tepetchía. Bernal Díaz del Castillo asegura que al no poder vencer los chiapas a su enemigo invasor, prefirieron morir arrojándose del peñón de Tepetchia en lo alto del Cañón del Sumidero.
En 1869, el grupo francés de los hermanos Foudon y Pedro Gastinel, trataron de atravesar el Cañón del Sumidero, falleciendo todos en la aventura.
De 1915 a 1922, el maestro Marcos E. Becerra y un grupo de chiapanecos realizan avances de importancia, pero no se lanzan a la gran aventura; se tiene conocimiento de que fue el primer grupo que exploró la parte superior del cañón.
El 17 de mayo de 1958, el Heroico Colegio Militar, en una expedición perfectamente equipada, al mando del general y exgobernador de Chiapas, Francisco J. Grajales, se proponen cruzar el Cañón, desistiendo después de muchos contratiempos. Hasta la fecha, esa fue la expedición que más había penetrado el Cañón del Sumidero: unos dos o tres kilómetros desde el paraje La Ceiba.
En agosto de 1959, un grupo capitaneado por Georgie White Clark, la Mujer de los Ríos, penetra un pequeño tramo y regresa, después de constatar que la travesía es superior a sus fuerzas. En ese mismo año, dos meses antes el explorador español Francisco Fernández Alberdi, se internó una mañana en un bote construido por él mismo; nunca se supo de la suerte que corrió dentro del caudaloso río Grijalva.
En abril de 1960 fue conquistado el Cañón del Sumidero, hazaña que realizó el grupo chiapaneco Pañuelo Rojo el 31 de marzo de 1960, antes de esa fecha el cañón del sumidero estuvo inexplorado en sus 25 km de longitud.

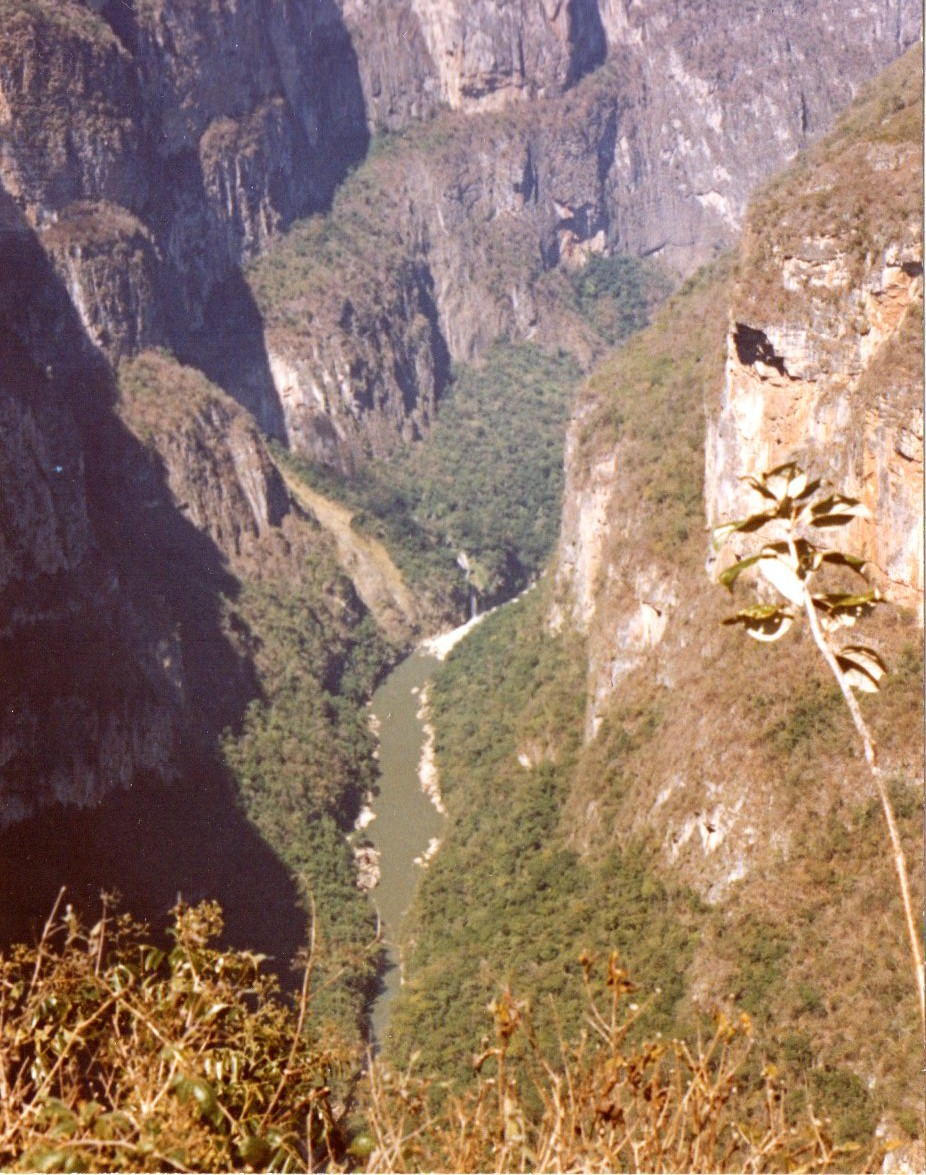
El cañón antes de la construcción de la presa Chicoasén (foto enero 1971).
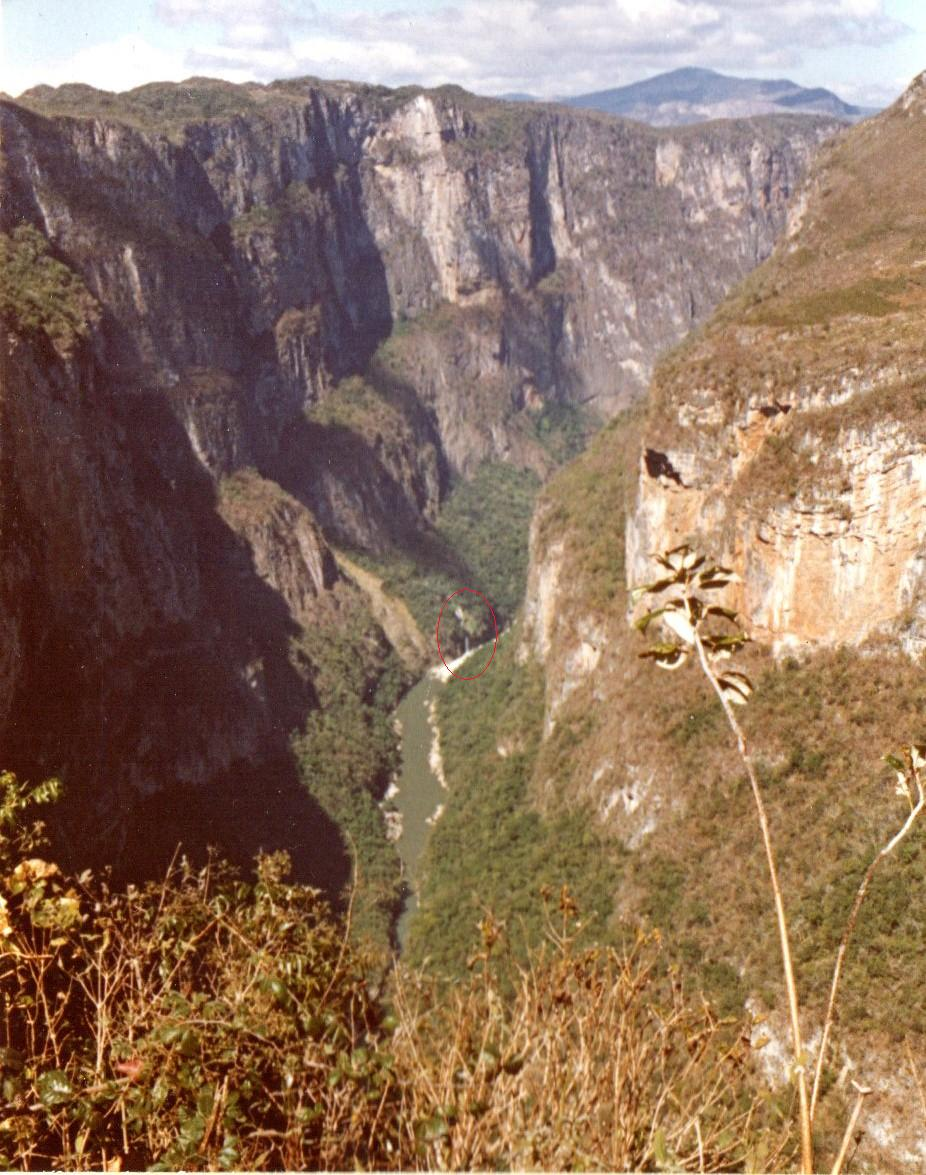
Esta cascada de más de 100 m de altura ya no existe debido a que se elevó el nivel del río Grijalva (foto enero 1971).

Se decretó parque nacional el 8 de diciembre de 1980. De casi 22 000 ha.
Con la construcción de la Presa Chicoasén, el caudaloso Grijalva fue ligeramente domado con un pequeño vaso regulador de una elevadísima cortina donde está la planta hidroeléctrica de Chicoasén, considerada entre las de mayor capacidad en el país.

## Vías de comunicación
La manera más cómoda y habitual de llegar es en automóvil, autobús o pagando un recorrido guiado que puede incluir un recorrido en lancha y al complejo ecoturístico que está frente a la presa Chicoasen. Se toma la carretera de Tuxtla Gutiérrez hasta los miradores del Cañón.
Otra alternativa, la más espectacular por su sensación de aventura, es llegar en lancha, se puede zarpar desde los embarcaderos de la rivera de Cahuaré o de la ciudad de Chiapa de Corzo.

## Clima, fauna y flora
Los gradientes de luz y calor sobre las paredes y salientes, y los abundantes escurrimientos propiciaron varios microclimas que se observan en la vegetación y la fauna a diferentes alturas, mientras que en las profundidades salpicadas por murallas calcáreas de caprichosas formas resaltan verdes y rojas las bromeliaceas, 1 000 metros arriba hay pinos y encinos.
En las laderas con pendientes suaves menos iluminadas, hay ceibas, ocotes y ramones donde se refugia el mono araña y hocofaisan, a salvo de los cocodrilos que merodean. Los jaguares y otros felinos que habitaron estos parajes han sido desplazados por la presencia humana. No así numerosas variedades de aves a las que aún les sobra espacio para mantenerse a distancia como halcones, patos, garzas, pelicanos y en un día de suerte, algún águila arpía. También hay diversas especies de peces como Petenia splendida o Potamarius nelsoni, además de 3 especies del género Poeciliopsis.
Su selva es media, baja, hay encinares y pastizales, aquí tienen su hábitat el mono araña (Ateles geoffroyi), el oso hormiguero (Tamandua mexicana), el hocofaisán (Crax rubra), cocodrilos, entre otras especies como caimanes y algunos tipos de bagres. Así como jaguares, halcones, patos, garzas, pelícanos y otros.

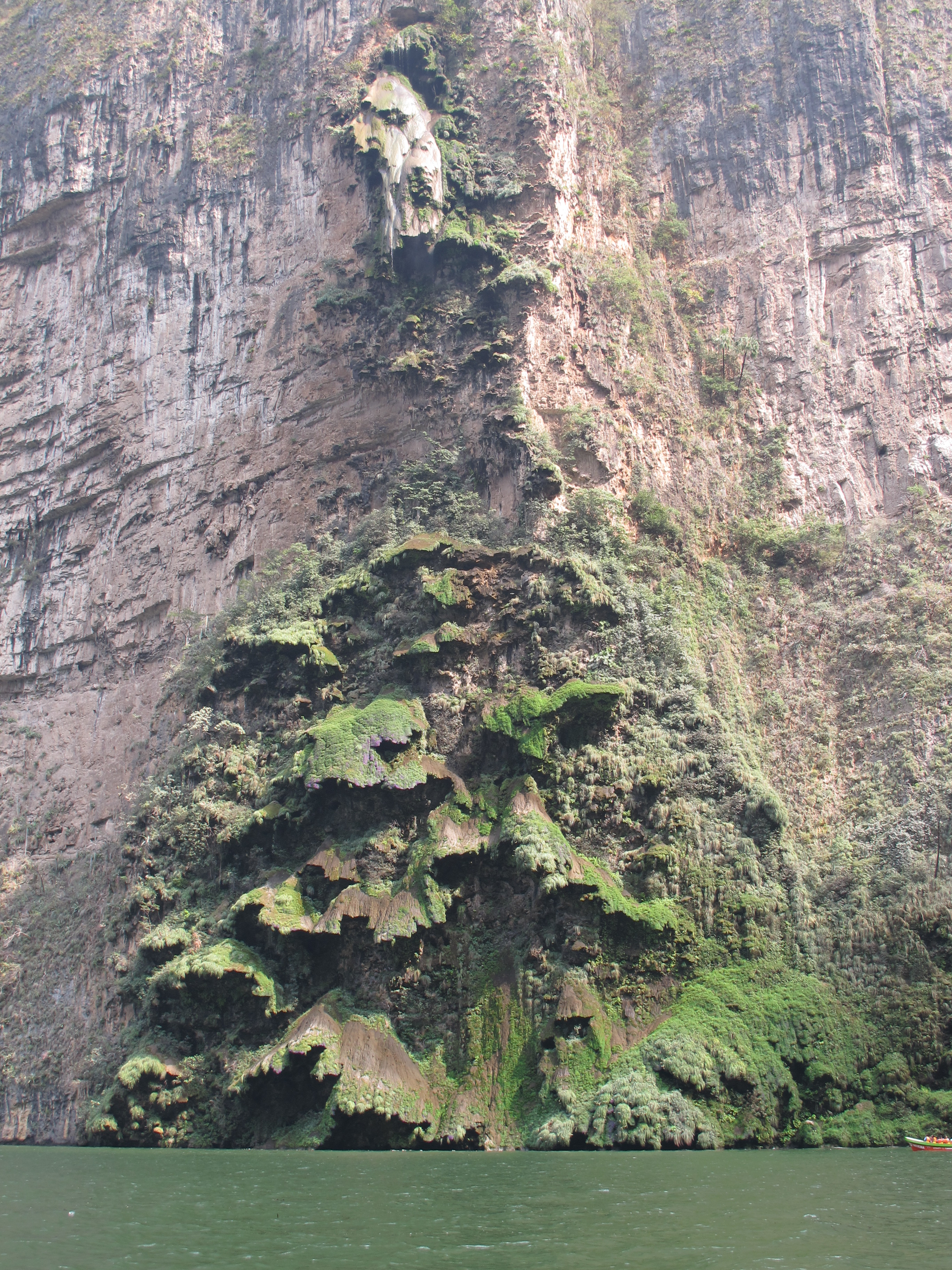
Formación tobácea «el árbol de navidad».
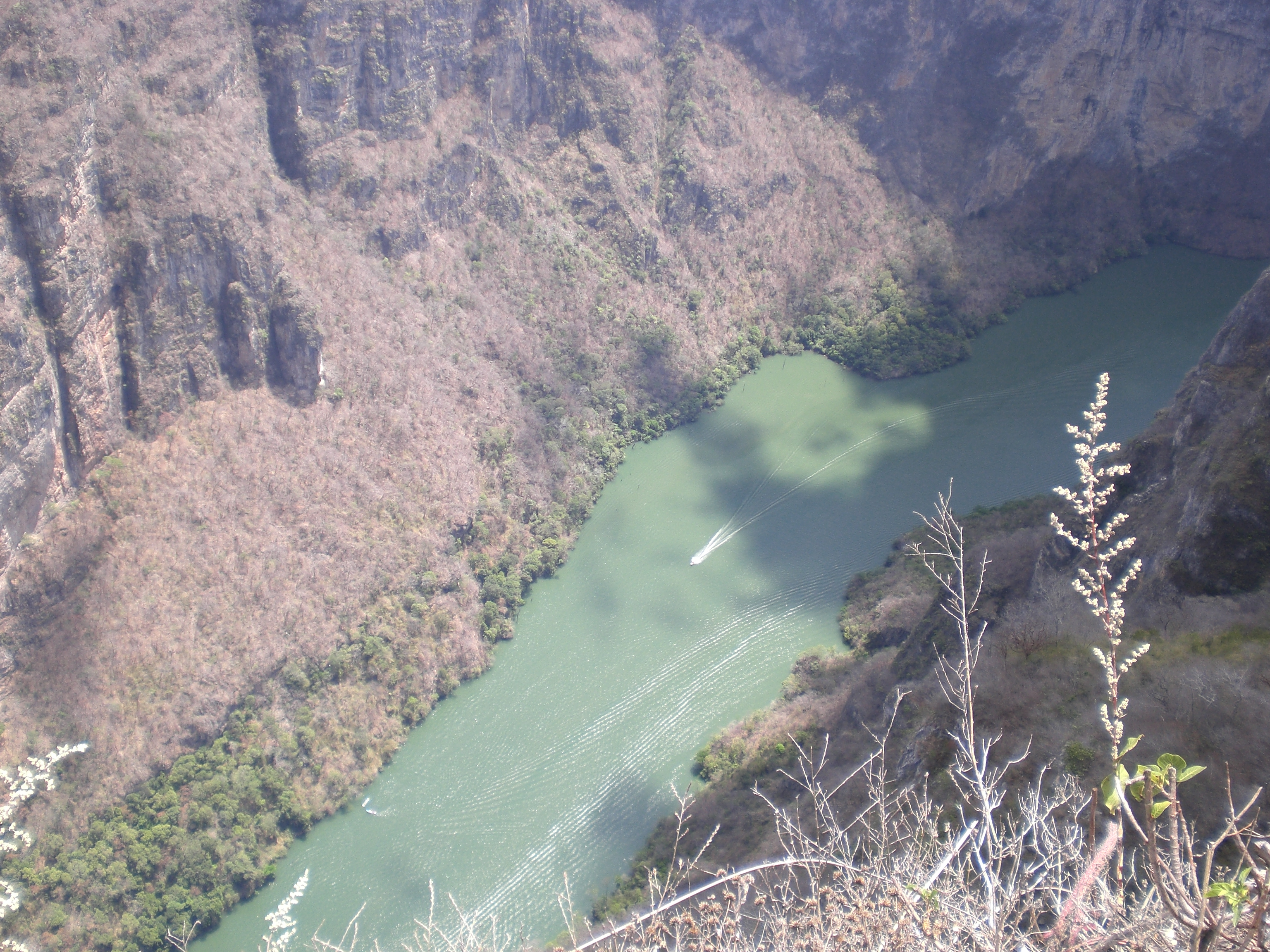
Lancha navegando el río del cañón del Sumidero. Vista desde el mirador de Los Chiapas.
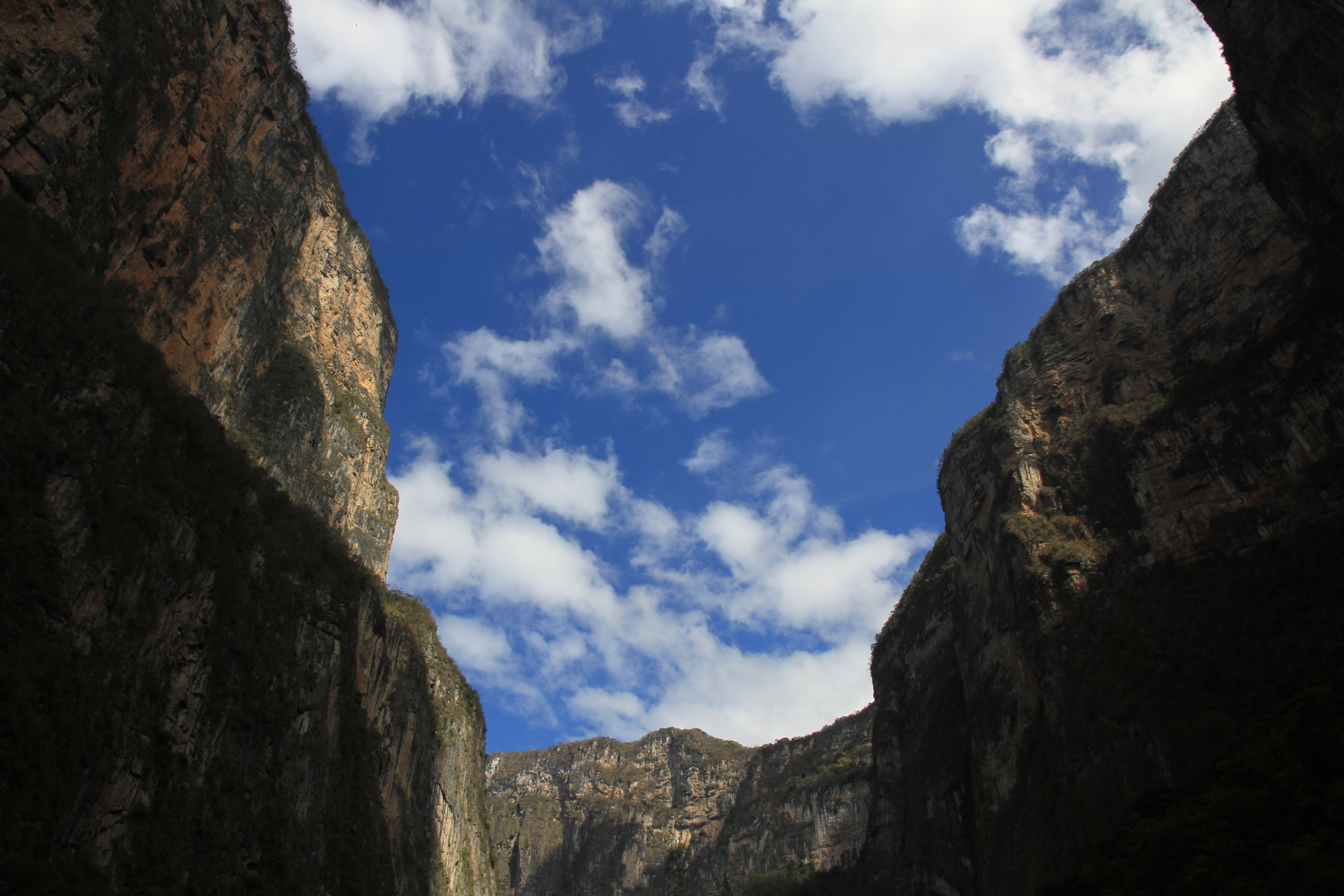
Los imponentes acantilados del Sumidero vistos desde el río.
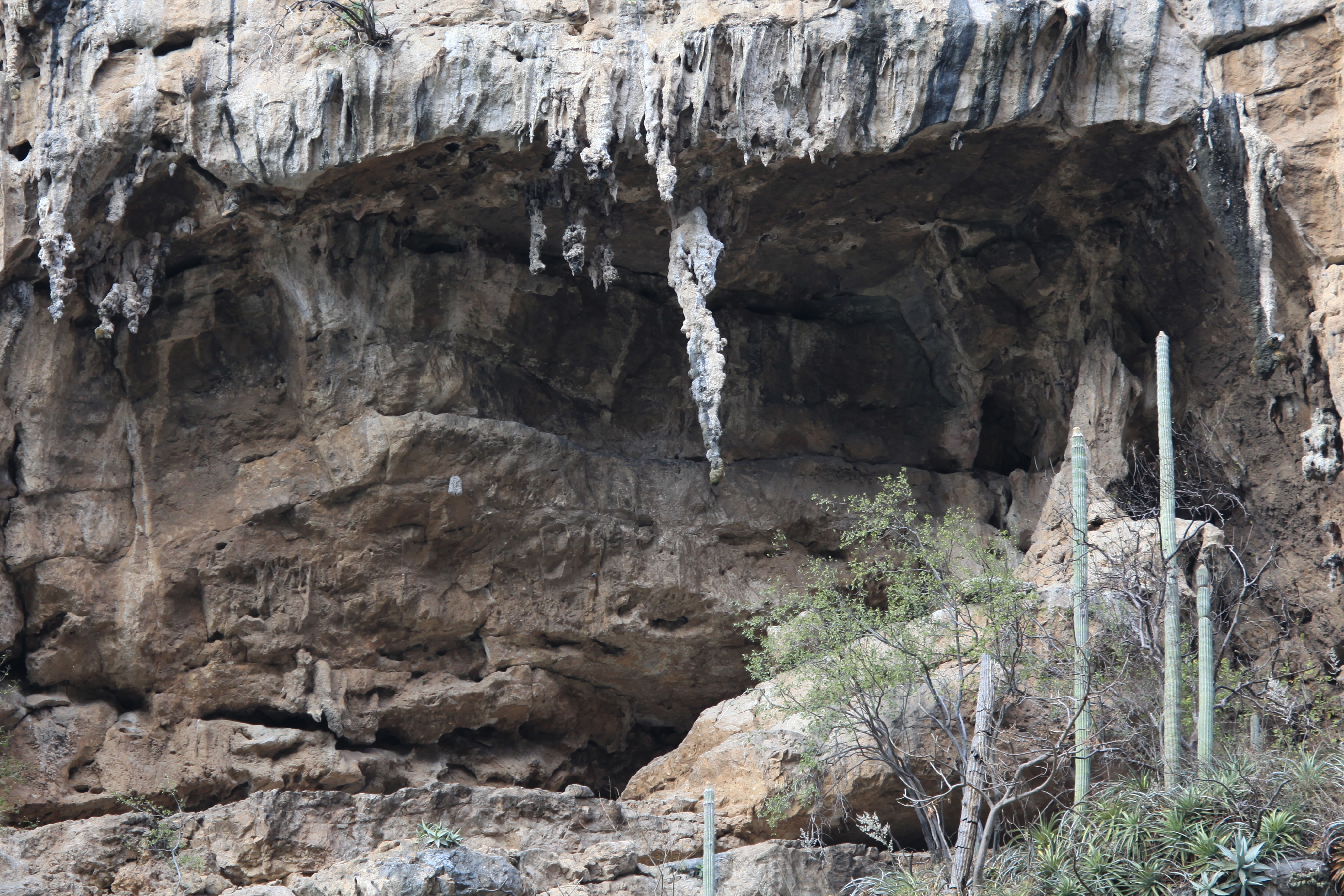
La singular estalactita el caballito de mar en el cañón del Sumidero.
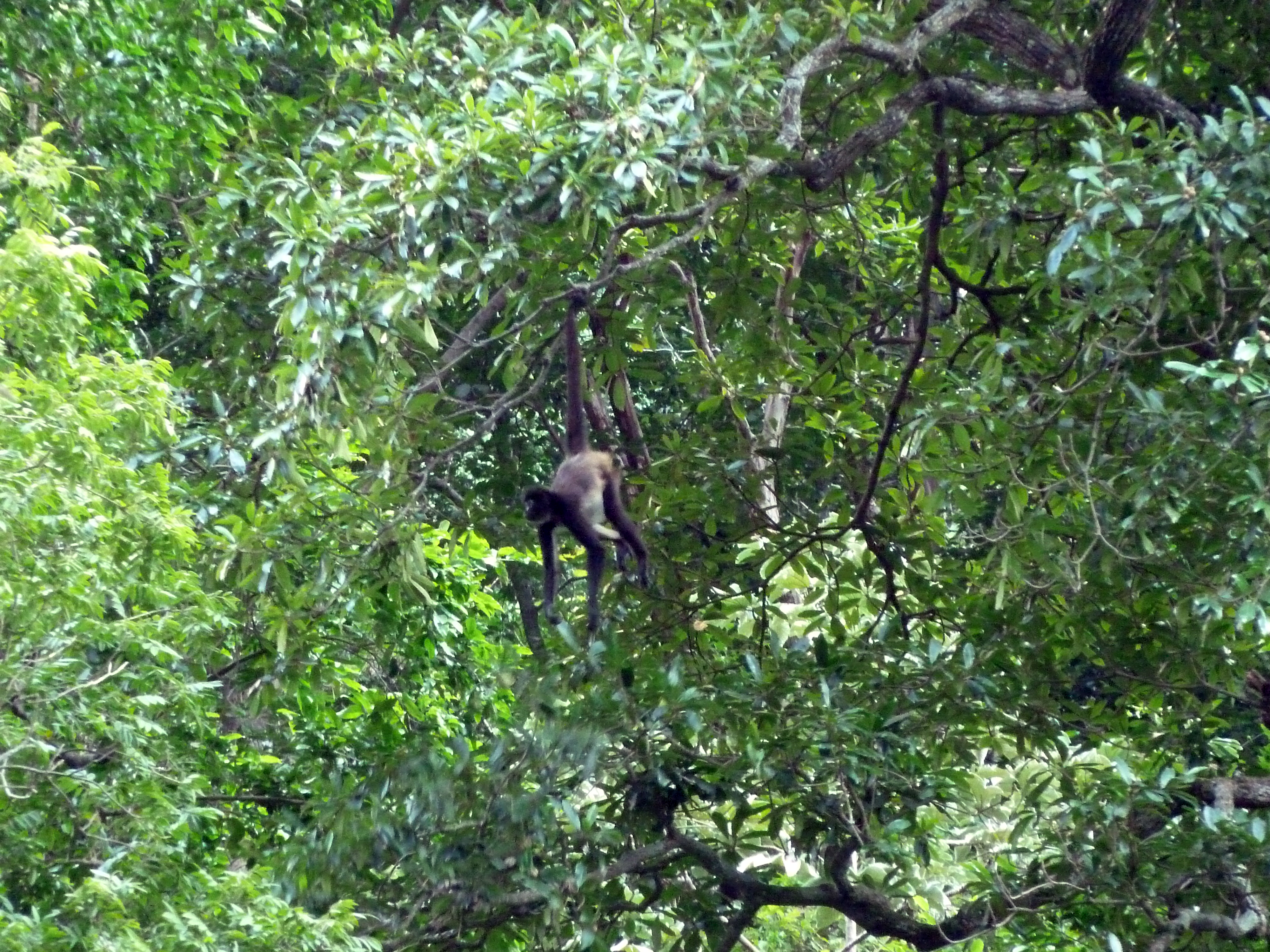
Mono araña.
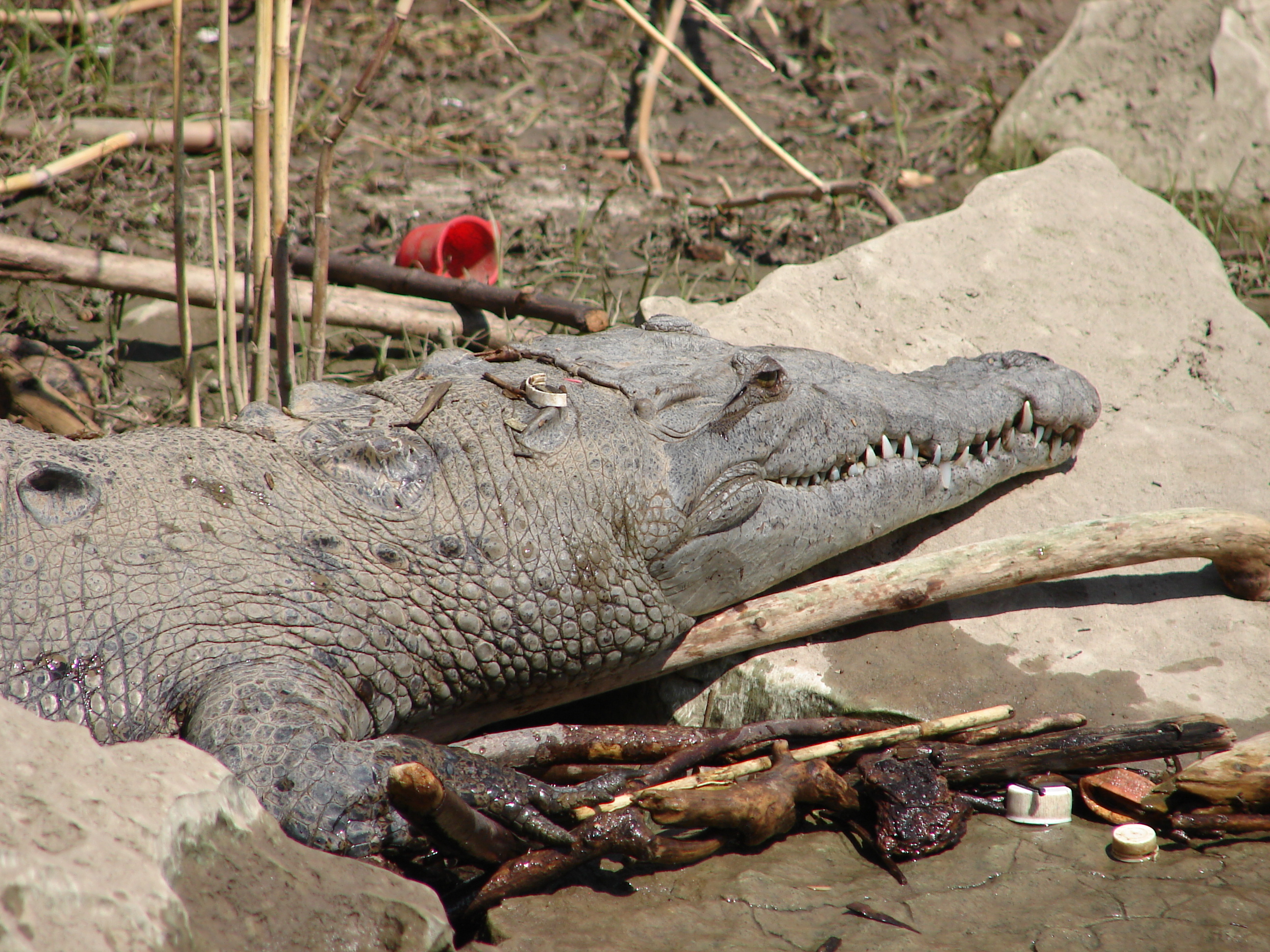
Cocodrilo tomando el sol.
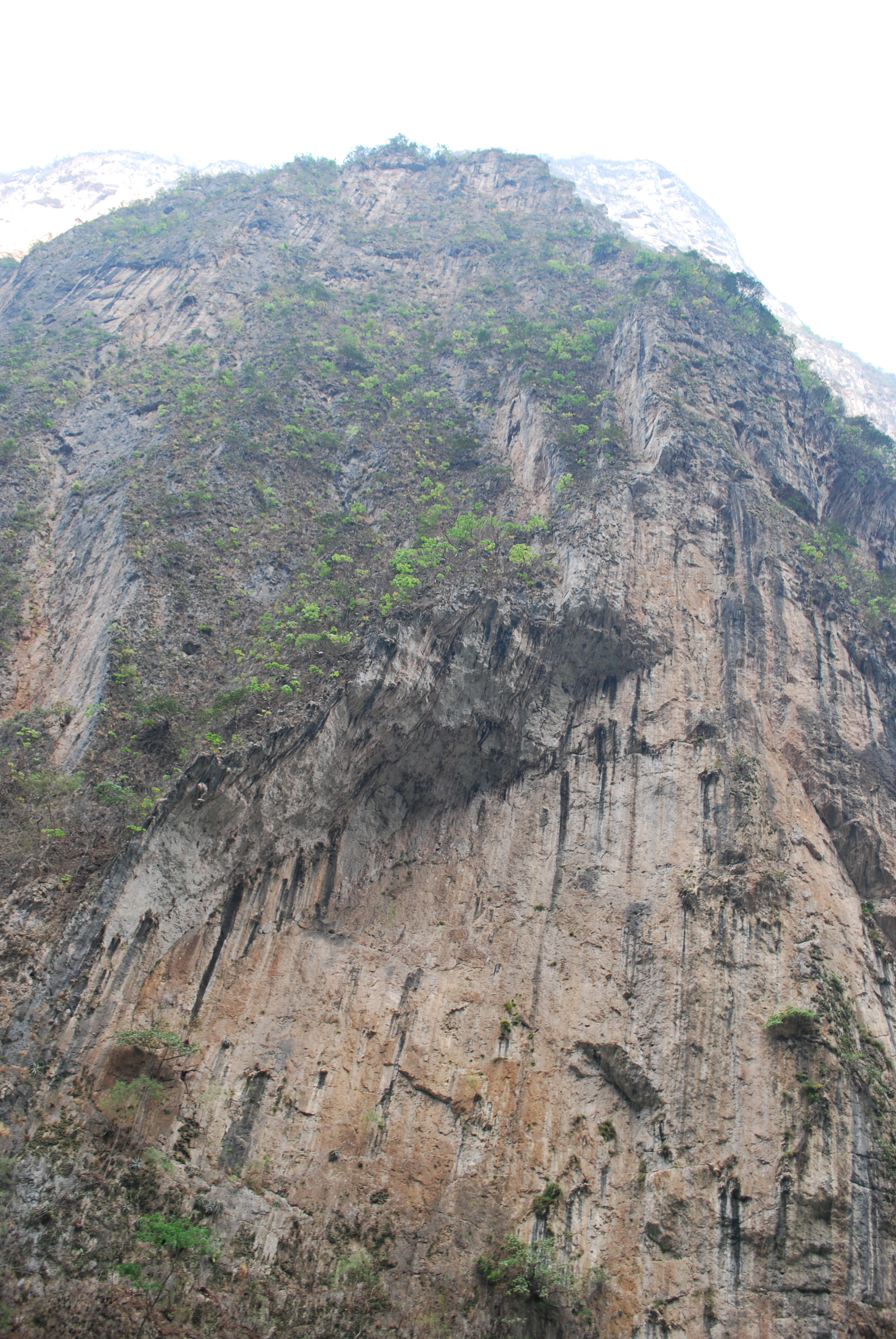
Pared rocosa.